# Ah l'amore l'amore
Ah l'amore l'amore è un romanzo giallo di Antonio Manzini pubblicato da Sellerio, il nono romanzo della serie dedicata al vicequestore Rocco Schiavone.

## Trama
Rocco Schiavone è sopravvissuto alla sparatoria del romanzo precedente, pur dovendo subire l'asportazione del rene. Degente in ospedale, vuoi per fronteggiare la noia, vuoi perché l'istinto del poliziotto è sempre in agguato, si interessa della morte di un noto industriale della zona, Roberto Sirchia, morto in sala operatoria a seguito di un intervento di nefrectomia (lo stesso subito dal vicequestore). Rocco, che si fida del medico che ha operato sia lui sia la vittima, è convinto che non si tratti di malasanità e, dall'ospedale, cerca di capire come siano realmente andate le cose, aiutato come al solito dai suoi uomini.                                                                                                                                                                                                                                                                                     Tra vicini di letto insopportabili, cibo immangiabile e malinconie varie, Schiavone cercherà di sciogliere l'intricata matassa mentre, inesorabile, l'anno vecchio cede il passo al nuovo.                                                                                